# 115. poljska artilerijska brigada (ZDA)
115. poljska artilerijska brigada (angleško 115th Field Artillery Brigade) je bila poljska artilerijska brigada Kopenske vojske Združenih držav Amerike.